# Кадіс (футбольний клуб)
«Кадіс» (ісп. Cádiz) — професіональний іспанський футбольний клуб з однойменного міста. Виступає у Сегунді. Домашні матчі проводить на стадіоні «Нуево Міранділла», який вміщує 25 033 глядачі.

## Історія
Футбольний клуб «Кадіс» було засновано 10 вересня 1910 року. 3 верезня 1955 року, матчем «Кадіса» проти «Барселони», який завершився з рахунком 0-4 на користь «блаугранас», було відкрито його теперішній стадіон «Рамон де Карранса». Кінець 70-х років XX століття ознаменувався футбольними вершинами для клубу, коли їхня команда кількаразово пробивалася до найвищого ешелону іспанського футболу — Прімери. Вперше потрапивши до Ліги в сезоні 1977-78, вони там не затрималися більше сезону. І таким чином вони ще кілька разів поверталися до найсильніших й опускалися до нижчого рангу.

### Початки (1903—1933)
Період спортивних захоплень на узбережжі Кадіської затоки на півдні Андалусії, створення футбольних команд Кадісу та їхня участь в перших футбольних турнірах Андалусії, загальноіспанських турнірах і здобутки в них.

#### Передісторія
Після нових відцентрових політичних рухів на теренах занепалої Іспанської імперії, наприкінці 19-го століття (опісля Карлітських воєн та послаблення іспанської монархії), поставали нові економічні відносини в країні. Південь Андалусії, зокрема побережжя Кадіської затоки було відоме своїми глибоководними портами, через які іспанці й андалузці мали розгалужені зв'язки зі всім світом. Отож, футбол, що наприкінці 19-го століття домінував у Британії, завдяки британцям і поширився на Піренейському півострові, найактивніше — саме на біскайському та кадіському узбережжях. За прикладом англійських моряків та торговців, місцева знать та їх молодь почали гуртуватися у ватаги, з метою спортивного відпочинку. Попередні століття серед андалузців домінувало захоплення світськими раутами та кінним відпочинком чи мисливством, але вже наприкінці XIX століття велосипеди та стрільба все активніше просувалися серед місцян. Активне дозвілля серед андалузців ставало популярнішим, тому нові спортивні ігри запропоновані англійцями, особливо командні — захопили кадісців (серед яких було чимало студентів коледжів чи юнаків з військових училищ та казарм). Якщо в перші роки вони були споглядачами, то пізніше, успішні та найактивніші з них, уже спробували себе в англійських іграх (крікеті, регбі, футболі, гімнастиці), що відбувалися на межі англійської колонії в місті та середмістя — на вільних ділянках поруч з ристалищем кориди, «Плази де Торос» (Plaza de Toros).

#### Перша іспанська футбольна команда на побережжі
А на початку XX століття, уже нагально постало питання формування чисто іспанських спортивних команд, клубів (в ті часи дозвілля та спортивно-активний відпочинок організовувався на національних формаціях, або ж мануфактурно-кланових). Одними з перших були клуби гімнастики та стрільби, під опікою місцевих коледжів та військових училищ (яких було чимало в Кадісі та Уельві). Про появу таких клубів свідчать оголошення в тогочасній пресі всього побережжя та Андалусії. Натомість більш згуртована британська колонія мігрантів змогла зоорганізувати своє дозвілля завдяки численним своїм спортивним клубам, які практикували велоперегони, теніс, боротьбу, гімнастику та командні ігри: крікет і футбол. Відтак, Кадіс, розташований поміж двома центрами англійських мігрантів (Гібралтар та Уельва) поступово почав переймати культурний та спортивний відпочинок сусідів, і в місті з'явилося чимало прихильників нових видів відпочинку та спорту.
Так 1903 роком датована перша згадка про іспанський футбол в Кадісі. Це стало відомо завдяки появі в грудні 1903 року оголошення в місцевому тижневику «Diario de Cádiz» (11/12/1903) про набір прихильників футболу, задля становлення цієї гри серед місцян та формування місцевого клуб. Їх проситли зголоситися до la Plaza de Toros de La Hoyanca (місцині де неодноразово проводилися виставкові та спортивні події, а опікувалися тим товариство коледжа «Campo del Sur». А вже через місяць, таж газета опублікувала нову футбольну вісточку: 19 січня 1904 року, було офіційно засновано «Футбольний клуб Кадіса». В протоколі зібрання вказано про заснування клубу, його принципи та перелічена рада директорів: Фернандо Алеман (президент), E. Ольссон (віцепрезидент), Гарсія Арболея (секретар), Ф. Свенссон (скарбник) та інша місцева знать — Луїс Рубіо, Каміло Бель, Рікардо Мелендес, Беніто Альсіна…
Подальших повідомлень про долю цього товариства невідомо, очевидно іхні зібрання не були частими й команда вела товарисько-тренувальні ігри з колективами англійських кораблів чи портовиків. Натомість особливим досягненням цього колективу вважається гуртування перших прихильників футболу на першій футбольній площадці (яка стала знакова для місцян не одне десятиліття). З тих пір «Поле де лас Балас» (Campo de las Balas) — вважається першою футбольною місциною Кадісу, яка знаходилася поруч зі стрільбищем — тоді головної спортивної арени міста (де змагалися футболісти, гімнасти, боксери...).

#### Заснування клубу «Cádiz Foot-Ball Club» (1910)
Кілька років існування аматорського колективу під керівництвом Фернандо Алемана — розчинилися в історії, і про них уже ніхто не згадував. Тільки наприкінці 1908 року в пресі знову появилася інформація про гуртування прихильників футболу довкола нового «Cádiz Foot-Ball Club». Впродовж наступних кількох років ця команда провела кілька товариських та показових матчів. А 10 вересня 1910 року їх було офіційно зареєстровано в муніципалітеті Кадіса. Саме ця дата пізніше була обрана за висхідну для історії клубу й була прописана в довідниках іспанської федерації футболу. Першим очільником клубу став місцевий магнат Хосе Рівера з Лора (José Rivera y Lora), він же опукавався товариськими й спортивними стосунками з британськими колективами, сформованими на базі кораблів, що прибували до порту.
Очевидно, до нового товариства «Кадіс Футбол Клуб» пристали їхні попередники, оскільки в перші ж дні заснуванняння-оформлення їх уже налічувалося під сотню. Ба більше, їхня команда продовжила виступати на спортивному майданчику попередників — «Поле де лас Балас». Роками пізніше, коли колектив поглинув кілька невеличких футбольних ватаг міста й збільшилася кількість його прихильників, то вони перебралися на «Кампо дель Іподромо — Пунталес» (Campo del Hipódromo (Puntales)). В жовтні 1911 року команду було офіційно визнано єдиним представником від міста в першому Турнірі Півдня Іспанії під опікою Федерацією Футболу Півдня (Federación Sur de Fútbol), але про якісь їхні визначальні успіхи невідомо.
З найбільш знакових матчів цього колективу вважається товариська гра з тоді ще тільки започаткованим «Еспаньйол Футбол Клуб» (Español Foot-ball Club), що відбувся в переддень реєстрації «кадісців». 8 вересня 1910 року вже чимало вболівальників футболу подалися на новому трамваї в район Пунталес до «Кампо дель Іподромо» побачити суперництво за головну команду міста між «еспаньйольцями» та «кадісцями». Останні взяли гору, з рахунком 1:0 і вже наступеного дня реєстрували своє товариство, як міський клуб Кадіса.

#### Поява інших футбольних ватаг
Саме на перше десятиліття XX століття припала перша футбольна хвиля: сотні аматорів футболу ганяли м'яча на вільних галявинах і тим самим ще більше навертали до гри нових її прихильників. Щомісяця з'являлися нові футбольні ватаги, а ті яким вдалося утриматися впродовж року-двох починали формалізовуватися адміністративно-організаційно в клуби, або ж діяли під патронатом місцевих колегіумів-шкіл чи військових училищ. Ще на початку XX століття месіанська католицька група при монастирському Colegio de los Hermanos de la Doctrina Cristiana Arcángel San Miguel зібрала й навчала ватаги хлопчаків-учнів та переймалася їхніми спортивним розвагам, так футбол став важливим елементом гуртування. А в 1908 році ці команди змужніли й юнаки вже виступали повноцінним колективом в товариських матчах з командами інших навчальних закладів. З роками, цей колектив став найвідомішим в Кадісі та за його межами.
Окрім шкільних команд в місті постали ще кілька колективів: «Кадіс Спортінг Клуб» (Cádiz Sporting Club) і «Футбольний клуб Гадітано» (Foot-ball Club Gaditano) та «Кадіс Баломпіє» (Cádiz Balompié) засновані в 1910, які потім влилися в структуру відомішого місцевого клубу — «Кадіс Футбол Клуб». Натомість в 1912 році «Іберія Футбол Клуб» (Iberia Foot-ball Club) та «Санта-Барбара Футбол Клуб» (Santa Bárbara Foot-ball Club) розчинилися в часі, делегувавши своїх гравців до Кадіського клубу. Коли ж в 1911 році було формалізовано новий потужний футбольний клуб міста — «Еспаньйол Футбол Клуб» (Español Foot-ball Club), довкола його споривно-товариської орбіти оберталося кілька молодших команд спаринг-партнерів: (Andalucía Club) в 1911 році, «Фортуна Футбол Клуб» (Fortuna Foot-ball Club), «Атлетік Футбольний Клуб» (Athletic Foot-ball Club), «Клуб Депортиво Гадітано» (Club Deportivo Gaditano) в 1913 році.
Не всі команди-ватаги обмежувалися лише одним футболом, гравці деяких клубів успішно поєднювали й інші види спорту, зокрема «Гімнастично Футбольний Клуб» (Gimnástica Foot-ball Club) було засновано в 1914 році. Ближче до 20-х років стали відомі стрілецько-військові клуби із футбольними командами: «Національний Футбольний Клуб» (Nacional Foot-ball Club) та «Збірники дель Тіро Національ»(Representación del Tiro Nacional), складені переважно із колишніх, вже подорослішавших, вихованців військових училищ округи. Деякі з їхніх гравців, виступаючи в товариських матчах, приглянулися наставникам провідних колективів («еспаньйолцям» та «кадісцям») і були запрошені до них.
Частина тих всіх ватаг притерпіла різних реформацій (об'єднання з тодішніми грандами, розпади), і до кінця 20-х років стали відомі ще кілька колективів: «Гімнастика Ф. К.» (Gimnástica F.C)., «Аврора Ф. К.» (el Aurora F.C.), «Кадіс Яхт Клуб» (el Cádiz Bote Club), «Іспанія Спортінг Клуб» (el Hispania Sporting Club). Всім їм судилося стати наповнювачими якісними гравцями головні команди міста. Але й ті команди постійно потерпали від фінансових негараздів і змушені були йти на об'єднання вже поміж собою. Відтак іспанські дослідники футболу зовсім не вирізнять самостійність тих клубів і зводять всю їхнюдіяльність та існування — через принзму підсилення/доповнення тогочасних головних команд краю.

### Епоха «Міранділльї» (1910—1933—1945)
Наприкінці XIX століття в Іспанії серед католицького духовенства поширилися ідеї культурного просвітництва, особливо актуальним вважалося надання знань світських і духовних серед простого люду. Тому невеличкі місії монахів-духівників спрямовувалися до міст-центрів й формували там навчальні колігіоми для дітей округи. А за підтримки місцевих магнатів та латифундистів ці місії перетворилися у великі навчальні центри, один з таких постав у Кадісі — Colegio de los Hermanos de la Doctrina Cristiana Arcángel San Miguel. Опікуни-наставники не задовільнялися лише духовним наставництвом, в колегіумі вивчали прикладні науки (матеметику, філософію, латинь та іспанську), а дозвілля учнів заповнювали фізичними вправами: руханкою, гімнастикою, боротьбою та футболом. До слова, місцеві спортивні заходи проходили поруч зі стінами закладу, а юні спортовці мали якісне забезпечення інвентарем та формою, тому чимало міських команд намагалися потрапити до коледжу на змагання. З роками Міранділлья — стала ключовим центром фізичного виховання та дозвілля Кадісу.

#### Colegio San Miguel Arcángel і його спортивні ініціативи (1895—1913)
Заснований в 1895 році, долучивши в 1905 році до жертводавців місцевий єзуїтський Орден де Ла Салле (Orden de La Salle), «Colegio de los Hermanos de la Doctrina Cristiana Arcángel San Miguel» (скорочено «Colegio San Miguel Arcángel»), а в простонароді Міранділла Mirandilla, уже на початку XX століття розвинув програми фізичного виховання. Пізніше цілий корпус Avenida del Campo del Sur перейшов під спортивні заходи: гімнастику, боротьбу та інші. Невдовзі вже найгучніше про себе заявили прихильники футболу, який набирав обертів популярності. Командна гра полонила юнаків (на противагу численним індивідуальним змаганням) і привернула до неї чимало дорослих. Відтак на площадці перед Avenida del Campo del Sur, збиралося чимраз більше люду. З 1908 року місцева преса вже систематично передавала вісточки-новини із цих спортивно-показових ігор. «Школярі», так їх нарекли проводили показові ігри та товариські матчі із ентузіастами з інших навчальних закладів (військових училищ та шкіл).
Коли в 1910 році «Кадіс КФ» було зареєстровано, ще юнаки-школярі не могли потягатися з дорослими в футболі. Але, через кілька футбольних років, молодь зростала й дорослішала — тому команда Міранділльї почала все частіше здобувати перемоги, завдяки своїм системним тренуванням та згуртованості. Невдовзі, в 1913 році уже перші випускники коледжу офіційно утворили Asociación de Antiguos Alumnos, дана асоціація опікувалася особливо футболом: ласаллійці (так їх нарекли) проводили щороку десятки показових товариських матчів та об'їздили всю провінцію Андалусію.

#### Шкільна команда та її аматорський поступ (1913—1927)
Популярність футболу серед простого люду змушувала місцеву владу та провінційних чиновників якимсь чином унормалізовувати той броунівський спортивний рух: надаючи майданчики для гри на фестивалях та в святкові дні, а потім ще й долучитися до організації змагань. Таким чином появилися місцеві невеличкі турніри, а потім і першість Півдня, тобто Андалусіі. Якщо місцеві команди («кадісці» та «еспаньйолці») задекларували своє бажання взяти участь, то ласаллійці дотримувалися спортивно-оздоровчого підходу. Лише коли «еспаньойлці» почали здобувати перемоги та визнання, «школярі» почали долучатися до спільних турнірів-тренувань. Ав 1916 році офіційно утвердили за собою назву «Міранділла ФК» (Mirandilla FC) Того ж року команда почала пробувати себе в регіональних аматорських турнірах, а коли «Кадіс КФ» вчергове пропускав сезон, «школярі» підмінили їх в турнірі під егідою Федерації регіону Сур-Південь (Federación Regional Sur). Ось з тих пір шкільна команда почала поступово почала перетворюватися в головний клуб міста, допоки остаточно не поглине його
Успіхи та невдачі супроводжували клуб поперемінно: якихось високих турнірних звитяг так і не було, а от кілька сезонів команда взагалі втрачала інтерес перебувати в лізі і бути в ролі невдах. Небажання переводити команду на професійніші рейки було знехтувано часом, в 1920 році перша футбольна дружина міста — остаточно розпалася і «Кадіс КФ» перестав існувати. Тоді за «ласаллійцями» остаточно закріпилося звання другої команди міста, хоча ще кілька команд («Гімнастика Ф. К.» (Gimnástica F.C)., «Аврора Ф. К.» (el Aurora F.C.)) вже посягали на гегемонію «еспаньйола». Офіційно заявившись в сезоні 1923-24 років в турнірі Федерації Півдня, їм довелося заявити домашньою ареною — стадіон Кампо де лас Балас (Campo de las Balas). Турнір в 2 групі був швидкоплинним, тож команда лише звикала до таких серйозних та дорослих ігор. Ще 2 сезони «школярів» відбулися так же «успішно». А вже в сезоні 1926-27 років колективним рішенням було відмовитися від регіонального турніру — на користь місцевих. До того ж, на місцевому рівні розрослося чимало команд (більше 10), і матчі з ними не несли такого фінансового навантаження.

#### Професіоналізм в Міранділльї (1927—1933)
Три сезони 1927-28, 1928-29, 1929-30 років проводили в спокійному, тренувально-товариському режимі, окрім того, заощаджені кошти були спрямовані на розширення інфраструктури — місто виділило їх ділянку землі, де вони почали зводитти свій власний стадіон. Та в розмірений режим ласаллійців знову втрутилися неочікуванні обставини — «еспаньйолці» зазнали фінансового краху і місце, ними здобуте на регіональному рівні могло бути втраченим. Для всього кадіського футболу це була важка втрата, тому функціонери кількох меншвідомих клубів, зокрема: «Міранділла ФК» (el Mirandilla F.C.), «Клуб Гонсага» (el Club Gonzaga), «КД Еспанья» (el C.D. España), «Републіка» (el República), «Гімнастіка ФК» (la Gimnástica F.C.), «Аврора ФК» (el Aurora F.C.), «Іберія» (el Iberia), «Баломпіє» (el C.D. Balompié), «Іспанський Спортивний Клуб» (el Hispania Sporting Club), «Еспарта» (el Esparta) вирішили провести кількатуровий розіграш, щоби визначити кращого представника до регіональної ліги. У важкій та емоційні атмосфері, перемогу здобули найзгуртованіші — «Міранділла ФК».
Паралельно із розіграшем очільник та рада попечителів колегіуму погодилися на реєстрацію незалежного спортивного клубу і 15 січня 1931 року в муніципалітеті Кадіса було зареєстровано «Футбольний клуб спортивного і культурного товариства Міранділла» (Sociedad Cultural y Deportiva Mirandilla Foot-ball Club), але в народі їх і далі називали «Міранділла ФК». Перші ігри в другому дивізіоні Федерації Андалусії ця команда проводила на стадіоні «Кампо дель Велодромо» (Campo del Velódromo). Сезон 1932-33 років склався успішно — вони закріпилися та освоїлися в лізі, а вже наступного, 1933—1934 років, вони зуміли підвищитися в класі — пробившись до ліги найсильніших Андалусії.
В цей же період клубу вдалося, за сприяння їхннього президента Рафаеля Діаса Переса (Rafael Díaz) та муніципалітету Кадіса, добудувати свій власний стадіон. На ділянці, поруч зі знаковим ристалищем торсиди «Plaza de Toros» виріс Муніципальний стадіон, який носив ще назву «Стадіон Міранділла» (Stadium Mirandilla) або «Кампо де Депортес Міранділла» (Campo de Deportes Mirandilla). 27 серпня 1933 року відбулося відкриття стадіону, трішки затьмарено поразкою від «Бетіс Баломпіе». Знаковим був і 1934 рік, адже тоді ще аматорській «шкільній» команді сутужно давалися матчі з досвідченими напівпрофесійними футболістами, кращими з кращих зі всієї провінції. А товариська гра з принциповими сусідами «Херес ФК» (Xerez FC), на домашній арені, та ще й з рахунком 0:8 — спонукала керівництво до кардинальних змін. 11 лютого відбулося засідання правління, яке постановило переведення колективу на професійні рейки — чимало аматорів перевели до молодіжного складу, а на їх місця запросили професіоналів, а наставником запросили досвідченого Хуана Армет де Кастеллві «Кінке» (Juan Armet de Castellví `Kinké´).

#### Міранділлья = Кадіс ФК (1934—1939)
Кардинальні зміни в «Міранділлі» привернули увагу всіх: вже наприкінці весни дійсних сосіос клубу налічувалося до 500, левова частина з них були впливовими підприємцями міста. На загальних зборах, 21 червня 1934 року, Томаша Алонсо (Tomás Alonso) замінив Луїс Арройо Креспо (Luís Arroyo Crespo), фабрикант, пекар, виробник макаронних виробів та борошна, який заповзявся аматорську команду перетворити на один з перших професійних клубів. Такі події водночас навернули досвідчених гравців «еспаньйолців», які одразу ж влилися до перспективного колективу, отримавши таке підсилення, команда різко змінила стиль й пробилася до лідерів, зайнявши друге місце в своєму дивізіоні, в сезоні 1934-35 років, отримавши путівку до Сегунди. Але цю путівку треба було ще обстояти, адже федерація призначила спаринг-двобій між «Міранділлею» та «Рекреатіво Онуба ФК» (Рекреатіво Onuba FC), колишній першо-історичний «Рекреатіво Уельва» (Recreativo de Huelva).
В неділю 25 серпня, о чверть до п'ятої дня, в Севільї, на нейтральному полі «Патронато Обреро» (Patronato Obrero) вийшли на остаточний двобій два міста Узбережжя. Чимало кадісців придбало квитка за 15 песет (значна сума на ті часи), і приїхали підтримати своїх улюбленців. А ще більше їх збиралося на площах міста під радіоточками (оскільки проводилася радіотрансляція гри), або в міських тавернах-кафе, особливо, знаково-клубному «la Peña Mirandillista».
Тодішній наставник команди, Хосе Рей (José Rey) вивів на поле таких, перших (що стали відомі дослідникам), кадісців-футболістів : Оміст (Omist) на воротах; Ордоньєз (Ordóñez) та Аюела (Ayuela) у захисті; Анджелілло (Angelillo), Вела (Vela) і Сегурола (Segurola) цементували гру в центрі поля; а Касті (Casti), Ґомар (Gomar), Португес (Portugués), Кальвар (Calvar), Еспіноза (Espinosa) та Монтерос (Monteros) — в атакуючій ланці. Важка й запекла гра рівносильних супротивників, та вирішальним став удар каталонця Португеза, який ввів в екстаз весь Кадіс. Коли команда прибула до рідного міста — їх зустрічали наче героїв, а той день ознаменував футбольний бум-революцію у місті.
Сезон 1935-36 років для новачків Сегунди приніс чимало подій, змін. Участь серед кращих команд країни вже була запорукою досвіду для гравців та неочікуваних вражень для їхніх прихильників, які вщент заповнювали два місцеві стадіони: старий майданчик «еспаньйолців» «Кампо де Анна Вія» (del Campo de Ana Viya) та муніципальний «Стадіон Міранділла» (Stadium Mirandilla). На останньому, 31 березня 1936 року, відбулася генеральна асамблея сосіос та прихильників клубу, на якій було остаточно затверджено синьо-жовті кольори клубу та змінено його назву — на честь рідного міста, вони знову повернулися до наймення «Кадіс Футбол Клуб» (Cádiz Foot-ball Club). А кількома місяцями пізніше, було обрано новий виконавчий комітет на чолі з президентом клубу Антоніо Санчесом (Antonio Sánchez). Відтак, наступний період в клубі, мав бути тріумфальним в регіональній лізі і пройти під знаковим об'єднанням і зміною назви та суттєвим підсиленням. Але цього разу в розвиток футболу, та й всього розміреного життя провінції вмішалася війна — громадянська війна в Іспанії.
Незважаючи на складні 3 роки громадянського конфлікту, «кадісці», позбувшись турнірних змагань, вдовільнялися товариськими спарингами та тренуваннями. Незважаючи на чималий відтік футболістів на арени боїв (одні підтримували республіканців, а інші пішли за Франко), лише молодь та його очільники підтримували існування клубу. Перейшовши на публічну платформу підтримки «франкісців», вони отримували часткову підтримку та проводили товариські матчі з військовиками чи командами сусідніх міст.

#### Злет після громадянської війни (1939—1944)
Після затяжної громадянської війни, Іспанія оговтувалася, а спорт, зокрема футбол, ставали лакмусовим папірцем спокою та відновлення країни. За підтримки уряду, Федерація Футболу Іспанії поновила першість країни в усіх 3 лігах та в частині регіональних (реорганізовуючи їх в міжрегіональні дивізони). Але на усі клуби не вистачало кваліфіковагних футболістів: одних збрала війна, а інші стали втікачами. Якщо в головній лізі ще були сформовані й досвідчені клуби (які перетягували якісних футболістів з нижчих ліг), то в Сегунді та Терсері — було проблема із футболістами, чимало клубів не мали повноцінних складів, тому навіть відмовлялися від участі в першостях. Натомість «Кадіс ФК» не мав такої критичної ситуації, тим паче вони уже 2 роки проводили чимало спарингів та турнірів і все це дало взнаки на їхній фізичній формі та майстерності. Тому чиновники від спорту недумаючи запросили сформований колектив назад до Сегунди.
Сезон 1939-40 років був напрочуд успішним: заповнені трибуни гнали своїх футболістів на ворота суперників, а гравці впевнено долали кожного супротивника. Наприукінці сезону вони чітко окреслили за собою Перше місце в Групі 5 і таким чином пробилися до фінального турніру — вибору кращих до ліги найсильніших. В одноколовому турнірі їм довелося зійтися з переможцями інших груп «Мурсією ФК» (Murcia F.C.) та «К. Д. де Ла Корунья» (C.D. de La Coruña). На жаль, жовто-сині невпоралися з хвилюваннями й двічі зазнали поразок й посіли 3 місце, та втратили шанси потрапити до фаворитів іспанського футболу.
Такий успіх, вселяв надію у вболівальників на наступний тріумф, але того не сталося, лише 8 місце в 1940-41 роках вказали на спад у грі. Наступний сезон, 1941-42 років виявився ще важчим, почалися проявлятися ознаки фінансової кризи: як через загальнодержавну ситуацію, так і через надмірні зарплатні видатки в клубі, який ще не мав повноцінної молодіжної команди щоб укріпити склад і мати свіжу ротацію. Єдиним зрушенням стала зміна назви команди, чергова. Але цього разу «ініціатива» була від чиновників, які зобов'язали всі клуби країни привести свої наймення на іспанський лад (відмовившись від усталених тоді англійських форм). Тому, поячинаючи з 1941 року, синьо-жовті вже носили назву — «Кадіс Клуб де Футбол» (Cádiz Club de Fútbol). Та ці перейменування не стали важливим фактором для самої гри команди -лише 10 місце і балансування в групі вильоту.
Щоби поправити свій фінансовий стан, та підсилити склад, очільники клубу пішли на ризикований вчинок — чергове об'єднання. Цього разу, в сезоні 1942-43 років ними було поглинуто перспективну команду-клуб — «КД Еркулес Гадекс» (C.D. Hércules Gadex), який успішно грав у регіональній лізі. Президент кадісців Антоніо Кальдерон (Antonio Calderón) задекларував основні завдання — пробитися до найсильніших. Але незіграний колектив та незрозуміла ситуація щодо тренувань та в інших заходів розбалансували команду Еркулес де Кадіс К.Ф (Hércules de Cádiz C.F.) посіли останні місця. На тому, дороги цих колективів розбіглися: «кадісці» опустилися до Терсери, а Еркулес ще нижче — до регіональної. Сезон 1943—1944 роки — видася ще складнішим, команда не розрахувала зусилля і опустилася у хвіст таблиці, так і не зумівшись вибратися — 10 місце і це гарантоване пониження в класі.

### Становлення клубу «Кадіс ФК» (1944—1970)
3 верезня 1955 року, матчем «Кадіса» проти «Барселони», який завершився з рахунком 0-4 на користь «блаугранас», було відкрито його теперішній стадіон «Рамон де Карранса».

### Серед еліти іспанського футболу
В Прімері «Кадіс» вперше виступив в сезоні 1977-78. Тоді команда вибула до Сегунди з останнього місця. Те ж саме відбулося в сезонах 1981-82 та 1983-84. Закріпитися в еліті клубу вдалося лише в сезоні 1985-86, коли команда зайняла 15-те місце. Серія без вильотів з Ла Ліги продовжувалася до сезону 1992-93, коли «Кадіс» вибув з передостаннього місця.

## Атрибути
Символи краю та міста завжди входили до атрибутів команди, будучи наскрізним елементом в історії та сучасності клубу. І додатковою атрибуцією стали історичні віхи клубу: як в назві так і в піснях, закликах клубу для його сосіос і фанатів-вболівальників.

### Назви
- «Mirandilla Foot-Ball Club» → (1910-31) → перша історична назва команди;
- «Sociedad Cultural y Deportiva Mirandilla Foot-Ball Club» → (1931-36) → перша офіційно-турнірна назва команди;
- «Cádiz Foot-ball Club» → (1936-41) → перша акцентована географічна назва команди;
- «Cádiz Club de Fútbol» → (1941-43) → загальноіспанське перейменування команд на іспаномовний лад;
- «Hércules de Cádiz Club de Fútbol» → (1943-44) → передбанкротство уклубу й об'єднання з ще одним місцевим клубом;
- «Cádiz Club de Fútbol» → (1944-92) → повернення назви команди й клубу;
- «Cádiz Club de Fútbol S. A. D.» → (1992-...) → юридичне оформлення клубу, в спортивну корпорацію.

### Емблема-логотип
Базовими елементами логотипу стала історична емблема клубу: кадіський трикутний (вертикальний) стяг в кольорах клубу в синьо-жовте обрамлення.

### Прізвиська-наймення
За період існування головної команди Кадісу, за нею закріпилися кілька прізвиськ-наймень, якими їх нагородили вболівальники. Одні наймення були на честь історичних віх команди, інші пов'язані з географічно-історичним корінням, а були й, просто, жартівливі.
Наразі, найпоширенішими є:
- «El Submarino Amarillo» (Ель Субмаріно Амарілло), що в перекладі означає — «Жовта Субмарина». Це наймення команда, і вболівальники отримали з середини 80-х років і пов'язане із негативною тенденцію, що склалася: команда кілька разів пробивалася до ПремєриEl Submarino AmarilloEl Submarino AmarilloEl Submarino AmarilloEl Submarino AmarilloEl Submarino Amarillo, El Submarino Amarillo але більше одного сезону не могла утриматися в лізі найсильніших. Але в одному сезоніEl Submarino Amarillo, після катастрофізного провалуEl Submarino Amarillo, їм вдалося лише в останнії турахEl Submarino Amarillo, фіншіним спуртом — вибратися з дна турнірної таблиці — наче затонувша підводна лодка піднялася на поверхню з дна океану[30]. Такий нечуваний поступ юлюбленців Кадісу зворушив вболівальників і вони почали розспівувати на трибунах знамениту пісню «Бітлз» — Жовта субмарина. І невдовзі це прізвисько закріпилося за клубом та командою (слід помітити, що іспанським клубам не притаманна жовто-синя гама клубних кольорів);
- «Жовто-сині»  — кольорове наймення кадісців, пристало до них від часів їх заснування на честь їх екзотичної (як для іспанців) кольорової гами.
- «El equipo escolar» (Ель екупо есколар), що в перекладі означає — «Шкільна команда» або «школярі». Пристало до команди з середини від початку їх заснування, адже це був історичний факт — команда спершу була заснована в місцевій школі-гімназії «La Salle» і в ній тривалий час виступали саме учні цієї школи;
- «Mirandilla» (Міранділля), що відповідає пестливій формі однієї з католицьких святих — «Міранділля». Пристало до наймення, як укорочений варіант від офіційної назви команди, і означає пестливу форму однієї з католицьких святих, яку вшановують на півдні Піренейського півострова;
- «Cádiz» (Кадіс) — одне з наймень, яке супроводжує клуб в його офіційних заходах. Додатковим прізвиськом пов'язаним з містом, є акцентування на його вік, адже Кадіс було засновано приблизно в 1104 році до н. е., і воно вважається одним з найстаріших міст Європи. Відтак вболівальникам та клубу приклеїлося наймення «старці»[29].
- «El ascensor» (Ель ассенсор), що в перекладі означає — «Ліфт». Одне з дошкульних наймень-прізвиськ, яким їх нарекли вболівальники суперників, за те, що клуб дуже часто курсував поміж лігами, довго не затримуючись там;
- Ще два дошкульних прізвиська використовують опоненти кадісців. «Дятли» — через незвичні кольори клубу та численні їх спроби пробитися до ліг найсильніших. «Протухша риба» (адже Кадіс місто-порт) — дошкульні вигуки, якими супроводжують вболівальники «Вільярреалу» командну півдня, в намірі закріпити лише за своїм клубом наймення «жовта субмарина».

### Кольори клубу та форми футболістів
Жовтий колір став домінантним елементом в кольорах клубу, ще від часів його заснування. Коли на початках футболу в Іспанії чимало спонтанних гуртів-ватаг, не були спроможні придбати повноцінні комплекти форми для гравців, то гравці Школи Ла Салле (підтримувані засновниками, отцями-домініканцями) мали матеріальну підтримку і змогли одразу привернути увагу до себе — кольорами їхнього міста-краю.
Відтак, уже в 1920 рохах хлопці навідувалися в товариські турніри зі своєю унікальною формою - це були полосаті жовто-чорні футболки й чорні шорти. Уже з середини XX-го століття, коли текстильна промисловість почала масштабно продукувати інші кольори для одягу і команди стали більш фінансово спроможні, кадісці почала виходити на футбольне поле в сучасній кольоровій гамі — жовті футболки, сині шорти та гетри.
- Жовто-чорна сорочина/футболка, чорні шорти, чорні гетри → (1920—1936) → перша офіційна форма;
- Жовта сорочина/футболка, сині шорти, сині гетри → (1943-сучасність) → історична і сучасна комплектація.

В сучасний період, коли команди мають кілька комплектів форми, кадісці закріпили за собою, такі звичні їм, кольори ігрової форми:
- Домашній комплект → Жовта сорочина/футболка, сині шорти, сині гетри;
- Виїздний комплект → Сіра сорочина/футболка, сірі шорти, сірі гетри.

### Гімн
Офіційним гімном «Кадісу» вважається музичний твір, написаний на початках 1980-х років, відомим місцевим музикантом-композитором Мануеле Сантандер Кагю (Manuel Santander Cahué) з його фестивальним гуртом «Chirigota La Familia Pepperoni».
Окрім офіційного гімну, вболівальники та прихильники клубу склали ще кілька музичних творів в підтримку команди. Один з них — «Oda al Cádiz Club de Fútbol», який розспівують на трибунах та карнавалах, а також сучасний шлягер «Himno del Centenario Cádiz CF». Популярність футболу та команди в Кадісі відобразилося в різних місцевих фестивалях та публічних подіях (карнавалах, концертах, зібраннях), на яких часто звучать возвеличення рідної команди, для прикладу, муніципальний оркестр постійно підтримує своїх улюбленців — La orquesta Cádiz — Himno oficioso del Cádiz C.F.

## Сучасність
Сезон 2019—2020 року команда «Кадіс» розпочала з атаки на вершини турнірної таблиці Сегунди. Захопивши висоту, гравці наче віддячують своєму наставнику Альваро Сервері (Álvaro Cervera), контракт якого закінчується в червні 2020 року. Така успішна гра стала можливою, через стабільність наставників та їх новаторство, а очільникам клубу вдалося зберегти основний склад від різкої зміни. Крім того на кожну позицію вдалося віднайти підсилення задля здорової конкуренції/ротації.

### Основний склад
Станом на 28 січня 2021
| №  | Поз. | Нац.      | Гравець                                        |
| -- | ---- | --------- | ---------------------------------------------- |
| 1  | ВР   | Аргентина | Хереміас Ледесма (в оренді з Росаріо Сентрал)  |
| 2  | ПЗ   | Іспанія   | Хосеба Сальдуа                                 |
| 3  | ЗХ   | Іспанія   | Фалі                                           |
| 4  | ПЗ   | Іспанія   | Рубен Алкараз                                  |
| 5  | ПЗ   | Іспанія   | Джон Андер Ґаррідо                             |
| 6  | ПЗ   | Малі      | Діаді Самассеку (в оренді з «Гоффенгайм 1899») |
| 7  | НП   | Іспанія   | Рубен Собріно                                  |
| 8  | ПЗ   | Іспанія   | Алекс Фернандес                                |
| 9  | НП   | Іспанія   | Хуанмі (в оренді з «Бетіса»)                   |
| 10 | ПЗ   | Іспанія   | Альберто Перея                                 |
| 11 | НП   | Іспанія   | Іван Алехо                                     |
| 12 | ПЗ   | Малі      | Ромініг Куаме                                  |
| 13 | ВР   | Іспанія   | Девід Ґіл                                      |

| №  | Поз. | Нац.                 | Гравець           |
| -- | ---- | -------------------- | ----------------- |
| 15 | ЗХ   | Екваторіальна Гвінея | Карлос Акапо      |
| 16 | ЗХ   | Іспанія              | Хуан Кала         |
| 17 | ПЗ   | Аргентина            | Аугусто Фернандес |
| 18 | НП   | Іспанія              | Альваро Негредо   |
| 19 | ЗХ   | Іспанія              | Педро Алькала     |
| 20 | ЗХ   | Іспанія              | Ісаак Карселен    |
| 21 | НП   | Іспанія              | Альваро Хіменес   |
| 22 | ЗХ   | Уругвай              | Альфонсо Еспіно   |
| 23 | НП   | Іспанія              | Нано              |
| 24 | НП   | Сербія               | Філіп Малбашич    |
| 25 | ПЗ   | Іспанія              | Хайро Іскуейро    |
|    | НП   | Сербія               | Іван Шапоньїч     |

### Спонсори
- Технічний спонсор: «Adidas» (ФРН)
- Титульний спонсор: «Torrot» (Іспанія)

Повернувшись до Сегунди, в 2016 році «Кадіс» змінив погляди на спонсорство: поєднюючи глобальні тенденції та місцевих виробників. Відтак вони підписали нові спонсорські контракти із перспективними компаніями, що практикують спонсорство у футболі.
- Контракт з корпорацією «Adidas» - світовим брендом та виробником спортивного одягу придав ваги та задекларував перспективи клубу.
- Контракт з компанією «Torrot» - перспективним іспанським брендом, виробником велосипедів та мототехніки задекларував підтримку клубу місцевими корпораціями.

### Турнірний поступ
Награний, з 2016 року, ігровий ансамбль та стабільність на тренерській лавці, далися взнаки: команда в перших турах захопила лідерство.

## Статистика
Команда «Кадіс Клуб Футболу» (Кадіс КФ), за більш як сторічну свою історію, перебувала на різних щабелях футбольної піраміди в Іспанії, починаючи від провінційних та регіональних змагань й закінчуючи виступами в Ла Лізі. В загальному підсумку команда перебуває в четвертому десятку, згідно наббраних очок і набутків серед усіх футбольних команд країни, а станом на 2020 рік їхнє фактичне місце — 34. За все своє існування не мада якихось гучних здобутків серед найсильніших, хіба що перемоги в Сегунді та Терсері й кілька регіональних кубкових трофеїв — займають почесні місця в музеї клубу.
Якщо на загальноіспанському масштабі в кадісійців немає успіхів, то в турнірах Андалусії їм вдалося кількаразово отримати суттєві звитяги, хоча до числа фаворитів («Севілья», «Бетів», «Рекреатіво») їх не відносять. НУ і звичайно, серед команд південного Побережжя та в своєму краю — «жовта субмарина» є фаворитом та лідером і збирає найчисленнішу групу підтримки.

### Командні
Незважаючи, на скромні командні досягнення, клуб з півдня Андалусії пограв в усіх знакових іспанських турнірах, не досягнувши медальних позицій, вони перебувають в четвертому десятку команд Іспанії, і зроку в рік намагаються потрапити до ліги найсильніших, інколи успішно.

#### Виступи в андалузьких турнірах
Переважна більшість сезонів в турнірах Андалусії припали на початки формування команди-клубу, ще коли вони асоціювалися зі «шкльним клубом», і носили назву «Міранділля». Незважаючи на те, що в провінції були досвідченіші та фінансово потужніші команди-фаворити: «Севілья», «Бетів», «Рекреатіво», «ласаллійцям» вдалося кількаразово отримати суттєві звитяги посідаючи призові місця. Дослідники історії клубу остаточній кількості сезонів так і не визначилися, адже прихильники футболу враховують іще виступи \х попередників — «кадісців» та «еспаньйолців».

#### Командні спортивні віхи
Відтак, за весь столітній період існування клубу, гравці «Кадіс ФК» брали участь в турнірах, де мали наступні здобутки:
- Ла-Ліга → 12 сезонів;
- Найкраще досягнення → 12.º (1987-88);
- Найгірше досягнення → 19.º (1992-93, 2005-06);
  - Сегунда → 41 сезон;
  - Найкраще досягнення → 1.º (2004-05);
  - Найгірше досягнення → 20.º (2007-08);
    - Сегунда «В» → 16 сезонів;
    - Найкраще досягнення → 1.º (2000-01, 2008-09, 2011-12, 2014-15);
    - Найгірше досягнення → 13.º;
      - Терсера → 12 сезонів;
      - Найкраще досягнення → 1.º (1954-55, 1969-70);
      - Найгірше досягнення → 16.º;
        - Регіональна ліга → 1 сезон в професійному статусі і 5 сезонів в аматорському (ще будучи «Міранділлею»);

### Тренерський корпус
Від початку заснування андалузького клубу в Кадісі, на футбольне поле гравців «Кадіс КФ», зазвичай, виводили місцеві футбольні тренери. З роками, кузня кантери перетворилася в іспанську і в команді пробували свої тренерські здібності кілька відомих фахівців.
| Dates              | Name                                                 |
| ------------------ | ---------------------------------------------------- |
| 1935-36            | Хосе Рей (Jose Rey)                                  |
| 1936               | Ауреліо Оміст ([Aurelio Omist)                       |
| 1939-40            | Сантьяго Нуньєс (Santiago Núñez)                     |
| 1940               | Мануель Вальдеррамай (Manuel Valderramay)            |
| 1940-41            | Сантьяго Нуньєс (Santiago Núñez)                     |
| 1941               | Мігель Анхель Валькарсель (Miguel Ángel Valcárcel)   |
| 1941-42            | Хосе Кіранте (José Quirante)                         |
| 1942               | Теодоро Маурі (Teodoro Mauri)                        |
| 1942-44            | Сантьяго Буїрія (Santiago Buiría)                    |
| 1944-46            | Хуане Беджарано (Juan Bejarano)                      |
| 1946-48            | Габріель Андонегуї (Gabriel Andonegui)               |
| 1948-49            | Анастасіо Каллеха (Anastasio Calleja)                |
| 1949-50            | Кастро Моліне (Casto Moliné)                         |
| 1950-51            | Хосе Пералта (Jose Peralta)                          |
| 1951               | Хуан Бехарано (Juan Bejarano)                        |
| 1951-52            | Каміло Ліз (Camilo Liz)                              |
| 1952-53            | Ігіньо Ортусар (Higinio Ortúzar)                     |
| 1953-54            | Анастасіо Каллея (Anastasio Calleja)                 |
| 1954-56            | Дієго Віллалонга (Diego Villalonga)                  |
| 1956-June 1958     | Сантьяго Нуньєс (Santiago Núñez)                     |
| July 1958-Nov 1958 | Вальдор Сіерр (Valdor Sierr)                         |
| Nov 1958-Dec 1958  | Антоніо Фернандо Гіменес (Antonio Fernández Giménez) |
| Dec 1958-June 1959 | Хуліан Аркас (Julián Arcas)                          |
| July 1959-Feb 1960 | Каміло Ліс (Camilo Liz)                              |
| Feb 1960           | Хуан Бехарано (Juan Bejarano)                        |
| Feb 1960-June 1960 | Хуан Бехарано (Juan Bejarano)                        |

| Dates               | Name                                                             |
| ------------------- | ---------------------------------------------------------------- |
| July 1960-June 1963 | Хосе Луїс Ріера (José Luis Riera)                                |
| July 1963-Dec 1963  | Касіміро Бенавента (Casimiro Benavente)                          |
| Dec 1963            | Луїс де Міґель (Luis de Miguel)                                  |
| Dec 1963-June 1965  | Хосе Валєра (José Valera)                                        |
| July 1965-June 1969 | Хуліо Віларіньо (Julio Vilariño)                                 |
| July 1969-May 1971  | Леон Ласа (León Lasa)                                            |
| May 1971-June 1971  | Гіллермо Дельґадо (Guillermo Delgado)                            |
| July 1971-Oct 1971  | Хосе Марія Ґарсія де Андоїн (José María García de Andoín)        |
| Oct 1971-Dec 1971   | Фердінанд Даучік (Ferdinand Daučík)                              |
| Dec 1971-Feb 1972   | Адольфо Болеа (Adolfo Bolea)                                     |
| Feb 1972-June 1972  | Хосе Антоніо Ная (José Antonio Naya)                             |
| July 1972-June 1974 | Доменек Балманья (Domènec Balmanya)                              |
| July 1974-Oct 1975  | Сабіно Барінага (Sabino Barinaga)                                |
| Oct 1975-Feb 1976   | Хуан Арса (Juan Arzay)                                           |
| Feb 1976-June 1976  | Адольфо Болеа (Adolfo Bolea)                                     |
| June 1976           | Луїс Ескарті (Luis Escarti)                                      |
| July 1976-Oct 1977  | Енріке Матеос (Enrique Mateos)                                   |
| Oct 1977-Nov 1977   | Луїс Ескарті (Luis Escarti)                                      |
| Nov 1977-June 1978  | Маріано Морено (Mariano Moreno)                                  |
| July 1978-June 1980 | Роже Ольсен (Roque Olsen)                                        |
| July 1980-Dec 1983  | Драголюб Мілошевич (Dragoljub Milošević)                         |
| Dec 1983            | Луїс Ескарті (Luis Escarti)                                      |
| Jan 1984-June 1985  | Беніто Хоанет (Benito Joanet)                                    |
| July 1985-Apr 1986  | Франсіско Гарсія Гомес (Пакіто) (Francisco García Gómez Paquito) |
| Apr 1986-June 1986  | Давід Відаль (David Vidal)                                       |
| July 1986-Mar 1987  | Маноло Кардо (Manolo Cardo)                                      |

| Dates               | Name                                                                           |
| ------------------- | ------------------------------------------------------------------------------ |
| Mar 1987-June 1987  | Драголюб Мілошевич (Dragoljub Milošević)                                       |
| June 1987           | Давід Відаль (David Vidal)                                                     |
| July 1987-June 1988 | Віктор Еспарраго (Víctor Espárrago)                                            |
| July 1988-Oct 1988  | Гельмут Сенековіч (Helmut Senekowitsch)                                        |
| Oct 1988-Mar 1990   | Давід Відаль (David Vidal)                                                     |
| Mar 1990-June 1990  | Колін Аддісон (Colin Addison)                                                  |
| July 1990-Apr 1991  | Гектор Вейра (Héctor Veira)                                                    |
| Apr 1991-June 1992  | Рамон Бланко Родрігес (Ramón Blanco Rodríguez)                                 |
| July 1992-Jan 1993  | Хосе Луїс Ромеро ([José Luis Romero)                                           |
| Jan 1993-June 1993  | Рамон Бланко Родрігес (Ramón Blanco Rodríguez)                                 |
| July 1993-Oct 1993  | Колін Аддісон (Colin Addison)                                                  |
| Oct 1993-Nov 1993   | Г'юго Васа (Hugo Vaca)                                                         |
| Nov 1993-Jan 1994   | Хосе Антоніо Ная (José Antonio Naya)                                           |
| Jan 1994-June 1994  | Марселіно Перес (Marcelino Pérez)                                              |
| July 1994-June 1995 | Рамон Гередіа (Ramón Heredia)                                                  |
| July 1995-Oct 1995  | Франсіско Чапарро Яра (Пако Чапарро) (Francisco Chaparro Jara — Paco Chaparro) |
| Oct 1995-June 1996  | Чіко Лінарес (Chico Linares)                                                   |
| July 1996-Dec 1996  | Хуан Карлос Альварес (Juan Carlos Álvarez)                                     |
| Dec 1996-June 1998  | Рамон Бланко Родрігес (Ramón Blanco Rodríguez)                                 |
| July 1998-Sep 1998  | Ісмаель Діас (Ismael Díaz)                                                     |
| Sep 1998-Nov 1998   | Хуан Антоніо Санчес Франсон (Juan Antonio Sánchez Franzón)                     |
| Nov 1998-June 1999  | Джорді Ґонсальво (Jordi Gonzalvo)                                              |
| July 1999-Dec 1999  | Чіко Лінарес (Chico Linares)                                                   |
| Jan 2000-Mar 2000   | Хуан Антоніо Санчес Франсон (Juan Antonio Sánchez Franzón)                     |
| Mar 2000-June 2000  | Еміліо Крус (Emilio Cruz)                                                      |
| July 2000-June 2001 | Карлос Оруе (Carlos Orúe)                                                      |

| Dates               | Name                                                                             |
| ------------------- | -------------------------------------------------------------------------------- |
| July 2001-Oct 2001  | Пепе Ескаланте (Pepe Escalante)                                                  |
| Oct 2001-Dec 2001   | Хуан Антоніо Санчес Франсон (Juan Antonio Sánchez Franzón)                       |
| Dec 2001-Apr 2002   | Хосе Енріке Діас (José Enrique Díaz)                                             |
| Apr 2002-June 2002  | Хуан Антоніо Санчес Франсон (Juan Antonio Sánchez Franzón)                       |
| July 2002-June 2004 | Хосе Мануель Гонсалес Лопес (José Manuel González López)                         |
| July 2004-June 2006 | Віктор Еспарраго (Víctor Espárrago)                                              |
| July 2006-Nov 2006  | Олі (Oli)                                                                        |
| Nov 2006-June 2007  | Хосе Мануель Гонсалес Лопес (José Manuel González López)                         |
| July 2007-Oct 2007  | Мар'яно Ґарсія Реман (Mariano García Remón)                                      |
| Oct 2007-Apr 2008   | Антоніо Кальдерон (Antonio Calderón)                                             |
| Apr 2008-May 2008   | Рауль Прокопіо (Raúl Procopio)                                                   |
| May 2008-June 2008  | Хуліан Рубіо (Julián Rubio)                                                      |
| July 2008-Jan 2010  | Хаві Ґрасія (Javi Gracia)                                                        |
| Jan 2010-June 2010  | Віктор Еспарраго (Víctor Espárrago)                                              |
| July 2010-Nov 2010  | [[Файл:Шаблон:Прапор Bosnia\|20x13px\|Bosnia]] Рісто Відаковіч (Risto Vidaković) |
| Nov 2010-June 12    | Хосе Мануель Гонсалес Лопес (José Manuel González López)                         |
| July 2012-Nov 2012  | Альберто Монтегудо (Alberto Monteagudo)                                          |
| Nov 2012-Dec 2012   | Рамон Бланко Родрігес (Ramón Blanco Rodríguez)                                   |
| Dec 2012-Mar 2014   | Рауль Аґне (Raül Agné)                                                           |
| Mar 2014-Nov 2014   | Антоніо Кальдерон (Antonio Calderón)                                             |
| Nov 2014-Apr 2016   | Клаудіо Барраган (Claudio Barragán)                                              |
| Apr 2016-           | Альваро Сервера (Álvaro Cervera)                                                 |

### Відомі гравці
Для всіх андалузьких команд звичною була тенденція розвитку власної футбольної школи і своїх талантів. Оскільки перші десятиліття іспанського футболу «Кадіс КФ» не числився в фаворитах, а потім, і взагалі, перебивався в нижчих лігах, то лише кілька його вихованців добивалися індивідуальних вершин в футболі (опісля переходу у більш відомі клуби). Лише наприкінці XX століття, коли команда домоглася певних футбольних злетів, чимала плеяда її гравців спробувала себе у більш елітних і відомих клубах. Відтак кадісці мають в своїх історії декілька відомих футболістів, що виступали за свої національні збірні чи здобували континентальні трофеї в інших клубах.
Список відомих гравців «Кадіса» і тих, які виступали за національні збірні європейських країн:
| - Адольфо Болеа (Adolfo Bolea); - Мануель Анхель Ботубот (Manuel Ángel Botubot); - Хуан Вільяр Вазкес (Juan Villar Vázquez\|); - Альберто Кіфуентес Мартінес (Alberto Cifuentes Martínez); - Г'юґо Васа (Hugo Vaca); - Карлос Кабальєро Перес (Carlos Caballero Pérez); - Армандо Рівейро (Armando Riveiro); - Франсіско Баєна (Francisco Baena); - Кармело Наварро Кареаґа (Carmelo Navarro Careaga); - Дієго Трістан (Diego Tristán); - Хосе Луїс Бокоя (José Luis Bocoya); | - Даніель Ґюїса (Daniel Güiza); - Олі (Oli); - Енріке Фернандо Ортіс Моруно (Enrique Fernando Ortiz Moruno); - Ангель Ферес (Ángel Férez); - Хуан Хосе Хіменес Коллар (Juan José Jiménez Collar); - Кіко Нарваєс (Kiko Narváez); - Рауль Лопес Ґутіеррес (Raúl López Gutiérrez); - Хосе Пепе Мейяс (José Pepe Mejías); - Сальвадор Мейяс (Salvador Mejías); - Міґуелі (Migueli); - Рауль Прокопіо Байсан (Raúl Procopio Baizán); | - Хосе Рамон Бермель (José Ramón Bermell); - Маґіко Ґонсалес (Mágico González); - Джозеф Шендрей (József Szendrei); - Мойсес Артеґа (Moisés Arteaga); - Хосе Марія Кюеведо (José María Quevedo); - Рамон де Кюінтана (Ramón de Quintana); - Хосе Рікардо Ескобар Паласіос (José Ricardo Escobar Palacios); - Джонатан Сесма (Jonathan Sesma); - Хуан Рамон Карраско (Juan Ramón Carrasco); - Джон Андер Ґаррідо (Jon Ander Garrido); |

## Клубна інфраструктура
За часів свого становлення клуб «Кадіс» з давнього іспанського портового містечка Кадіс, узяв на озброєння кращі взірці ведення футбольного господарства в Європі. Заснований як товариство підтримки спорту, задля відпочинку та розваг й оздоровлення учнів місцевої школи-гімназії, вони через 50 років переросли в акціонерний клуб «Кадіс», незалежний від якогось одного спонсора чи власника. Тільки акціонери клубу на загальних зборах чи через своїх представників вирішують кардинальні питання його управління. Щоправда, траплялося, одному з акціонерів вдавалося викупити головний пакет акцій, в часи фінансової нестабільності, щоби убезпечитися від банкротства.

### Юридично-офіційний складники
На сучасному етапі, юридично, футбольний клуб «Кадіс» вважається спортивною організацією, що діє на основі статуту й регламентуючих актів (від федерацій футболу, асоціацій та членів-сосіос клубу).

#### Керівництво
- Президент (очільник) клубу — Мануель Біскайно Фернандес (Manuel Vizcaíno Fernández);
- Почесний президент — Хуан Хосе Піена Лопес (Juan José Pina López);
- Секретар — Мартін Хосе Ґарсія Марічаль (Martín José García Marichal);
- Старші радники — Мартін Хосе Ґарсія Марічаль (Martín José García Marichal) і Хорхе Кобо Ґарсія (Jorge Cobo García).

#### Президенти клубу
Від часів заснування «Кадіс Ф. К.», в 1910 році, його сосіос-акціонерами 28 разів обиралися президенти клубу. Одні з них більше року не протрималися на посаді, натомість инші — творили історію «Кадісу», спершу це були впливові сосіос клубу, пізніше (коли почали перетворювати спортивні команди-клуби в акціонерні товариства) ними ставали впливові фінансисти чи родини портового міста, в якості головних акціонерів:
1. Хосе Рівера де Лора (José Rivera y de Lora) → 1910 (Cádiz F.C.);
2. Агапіто Лльоренте (Agapito Llorente) y (Martínez de Pinillos) → 1911 (Español F.C.);
3. Еміліо де Леон (Emilio de León) → 1911 (Español F.C.);
4. Антоніо Пастор (Antonio Pastor) → 1913 (Español F.C.);
5. Мігель Арамбуру де Інда (Miguel Aramburu e Inda) → 1914 (Español F.C.);
6. Хосе Марія Андуага (José María Anduaga) → 1915 (Cádiz F.C.);
7. Фернандо Ґуіллото Лора (Fernando Guilloto y Lora) → 1917 (C.D. Mirandilla);
8. Мануель Пріето (Manuel Prieto) → 1924—1931 (C.D. Mirandilla);
9. Франсіско де ла Віеска (Francisco de la Viesca) → 1928—1929 (Español F.C.);
10. Мануель Фернандес Пуйоль (Manuel Fernández Pujol) → 1928—1929 (Español F.C.);
11. Франсиско Фернандес (Francisco Fernández) → 1928—1929 (Español F.C.);
12. Рафаель Діас Перес (Rafael Díaz Pérez) → 1931—1932 (C.D. Mirandilla);
13. Рафаель Лопес Ґассо (Rafael López Gazzo) → 1932—1933 (C.D. Mirandilla);
14. Томаш Алонсо Арсе (Tomás Alonso Arce) → 1933—1935 (C.D. Mirandilla);
15. Луїс Арройо Креспо (Luis Arroyo Crespo) → 1935—1936 (C.D. Mirandilla);

Дооб'єднавчий період (коли кілька клубів номінально вважаються історичним Клубом Футболу Кадіса), доніс кілька прізвищ очільників-засновників клубу, і обиралися вони загальними зборами сосіос/членів клубу, а вже в подальші роки почали формуватися виконавчі дирекції з чискла кількох впливових сосіос/акціонерів, які й номінували/обирали особу, яка носила звання президента клубу:
1. Антоніо Октавіо Санчес (Antonio Octavio Sánchez) → 1936—1939;
2. Рафаель Лопес Ґассо (Rafael López Gazzo) → 1939—1940, 1940—1941;
3. Хосе Морено Руїс (Jose Moreno Ruiz) → 1941—1942, 1942—1943;
4. Селестіно Руїс Сайнц де Сантамарія (Celestino Ruiz Sáenz de Santamaría) → 1943—1944;
5. Франціско Мера Ґаррідо (Francisco Mera Garrido) → 1943—1944;
6. Євдженіо Фуентес Амейба (Eugenio Fuentes Amieba) → 1943—1944;
7. Ісаяс Мофорте Екстремяна (Isaias Monforte Extremiana) → 1944—1945;
8. Енріке Алкіна Лаїнес (Enrique Alcina Laínez) → 1945—1946;
9. Хуліан Арана Іруріта (Julián Arana Irurita) → 1946—1947, 1947—1948, 1948—1949, 1949—1950, 1956—1957;
10. Вісенте дель Морал Алонсо (Vicente del Moral Alonso) → 1950—1951;
11. Хуан Рамон Сіллеруело Монтеро (Juan Ramón Cilleruelo Montero) → 1951—1952, 1952—1953, 1953—1954, 1954—1955, 1955—1956;
12. Мануель Віейра Аґілар (Manuel Vieira Aguilar) → 1957—1958, 1958—1959, 1959—1960;
13. Франціско Маркес Вейґа (Francisco Márquez Veiga) → 1959—1960, 1960—1961, 1961—1962, 1962—1963, 1963—1964, 1964—1965, 1965—1966, 1966—1967, 1967—1968, 1968—1969, 1969—1970;
14. Хосе Антоніо Ґутіеррес Труеба (Jose Antonio Gutiérrez Trueba) → 1970—1971, 1971—1972, 1972—1973, 1973—1974, 1974—1975;
15. Вісенте Алонсо Ґонсалес (Vicente Alonso González) → 1974—1975, 1975—1976;
16. Мануель де Дієго Морено (Manuel De Diego Moreno) → 1976—1977, 1977—1978;
17. Мануель Іріґуен Ролдан (Manuel Irigoyen Roldán) → 1978—1979, 1979—1980, 1980—1981, 1981—1982, 1982—1983, 1983—1984, 1984—1985, 1985—1986, 1986—1987, 1987—1988, 1988—1989, 1989—1990, 1990—1991, 1991—1992, 1992—1993, 1993—1994, 1994—1995;
18. Рафаель Ґарофано Санчес (Rafael Garófano Sánchez) → 1992—1993, 1993—1994;
19. Хуан Мануель Ґонсалес Діас (Juan Manuel González Díaz) → 1994—1995;
20. Антоніо Муньос Вера (Antonio Muñoz Vera) → 1995—1996, 1996—1997, 1997—1998, 2000—2001, 2001—2002, 2002—2003, 2003—2004, 2004—2005, 2005—2006, 2006—2007, 2007—2008, 2008—2009, 2009—2010;
21. Мануель Ґарсія Фернандес (Manuel García Fernández) → 1995—1996;
22. Рафаель Матео Алькантара (Rafael Mateo Alcántara) → 1998—1999, 1999—2000, 2000—2001;
23. Антоніо Мендоса (Antonio Mendoza) → 2000—2001;
24. Артуро Бальдасано Супервіелле (Arturo Baldasano Supervielle) → 2007—2008;
25. Енріке Гуґет Мойя (Enrique Huguet Moya) → 2010—2011;
26. Хуан Хосе Піна Лопес (Juan José Pina López) → 2011—2012;
27. Флорентіно Манзано Ґарсія (Florentino Manzano García) → 2012—2013, 2013—2014;
28. Мануель Біскайно Фернандес (Manuel Vizcaíno Fernández) → 2014—2015, 2015—2016, 2016—2017, 2017—2018, 2018—2019, 2019—2020

### Спортивна інфраструктура
Заснувавши «Mirandilla Foot-Ball Club», властиво, як саме футбольний клуб, звитяжці спорту на побережжі зуміли зконцентрувати увагу спортсменів-аматорів лише на футболі. Тому їхні зусилля та дії поширювалися на всі навколофутбольні питання: від професійності гравців — до молодіжних секцій, від організазій матчів — до спорудження та облаштування стадіону, від тренувальної бази — до повноцінної кантери «Кадіс КФ»

#### Стадіони
Від часів заснування футбольної команди, а поготів і футбольного клубу «Кадіс КФ», футболісти грали більш як на 10 спортивних майданчиках міста, на одних це було кілька сезонів, а з середини XX-го століття основною ареною став стадіон «Рамон де Карранса».
- Поля-площадки на побережжі → розчищені вільні площі поруч з la Plaza de Toros de La Hoyanca, де збиралися ватаги піонерів футболу Кадісу (тепер тут розміщено Палац Торсиди та корабельні Кадіської верфі);
- Стадіон «Ель Кампо де лас Балас» (El campo de las Balas) → на давній цій площадці[42], спорудженій Королівським клубом Національних Стрілків (як площадка-полігон для стрільби), що була поруч готелю «Атлантіко», ватаги аматорів футболу проводили свої перші офіційні товариські ігри. Дана площадка використовувалася ще й для інших спортивних заходів місцевої спільноти. З 1912 року Клуб Стрілків дозволив місцевій команді «Еспаньойол де Кадіс» (Español de Cádiz), складеній з числа одних іспанців-футборлістів, проводити офіційні матці[43]. В 1923 році Клуб Стрілків організував свою команду «Real Club de Tiro Nacional», тож кадісцям довелося шукати нову арену.
- Стадіон Анна де Війя (Campo Ana de Viya) → розташований на території коледжу Сан Феліпе Нері. На цій площадці команда «Кадіс» почала грати з 1923 року;
- Стадіон «Велодром» (Campo del Velódromo) → місце де з 1931 року проводили свої домашні матчі та тренування юнаки з «КД Міранділла» (CD Mirandilla);
- «Кампо депортес Міранділла» (Campo de deportes Mirandilla) → власний стадіон першої аматорсько-професійної команди Кадісу (попередника сучасного «Кадіс КФ»), відкритий 27 серпня 1933 року, матчем з Реал Бетіс. більше 20 років команда виступала на ньому.
- Стадіон «Рамон де Карранса» (Estadio Ramón de Carranza) — будувався з травня 1954 року по серпень 1955 року (вартість в межах одинадцять мільйонів песет) і став з 1955 року офіційною ареною «Кадісу ФК» та міста. Всі визначні спортивні події міста проходили на цій арені. За всю його історію було проведено кілька модернізацій.
- «Куїдад Депортива де Байя» (Ciudad Deportiva de Bahía) → тренувальний центр футбольного клубу «Кадіс КФ», з кількома футбольними майданчиками заснований. Як спортивна арена місцевого мікрорайону створений наприкінці XX-го століття, а як тренувальний центр футбольного клубу «Кадіс ФК» з 2006 року.

#### Кантера клубу
Незважаючи на те, що основна доросла команда клубу не добивалася значних висот в іспанському футболі, але в часи високої популярності футболу зріс попит на молодих гравців, тому дефіцит якісних футболістів доводилося компенсовувати аматорами, але не кожен з них міг проявити себе на вищому рівні. Відтак постало питання підготовки повноцінних молодих футболістів через систему молодіжних команд, а поготів й розвиток тренувальних центрів при клубах. Так і постав рух-розвій кантери - як системи виховання молодих футболістів. Зачавшись на теренах непокірних басків, отримавши там значні успіхи, це нововведення заполонило всю футбольну інфраструктуру Іспанії.
Дитячо-юнацькі спортивні гуртівки для Кадісу, були не в новину, адже самими засновниками клубу виступила юнацька команда при головній гімназії міста, відтак юнаки бачили свою перспективу зіграти в команді, ще на початках свого навчання. Дана традиція зберігалася й подалі, і з кожним десятиліттям збільшувалася кількість команд та молодих гравців-футболістів. На сучасному етапі Кантера «Кадісу» поєднює кілька десятків різновікових колективів, а до них долучено ще й дівочу кантеру та молодіжні секції для пляжного футболу чи футзалу. Чимало цих юнаків спробували себе в збірних командах міста, краю Андалузії та юначих збірних Іспанії.

#### Музей
Популярний в місті футбольний клуб удостоївся невеличкої композиції в місцевому Музеї, як частина спортивнох набутків краю. Водночас очільники клубу, замість облаштування експозиційної кімнати-музею на стадіоні, зкреативили й організували на стінах стадіону, по всьому його периметру — «Музей відомих фраз-висловів про Кадіс КФ».

#### Логістика
Від часів заснування команди, логістика клубу йшла в ногу з часом: від подорожей гравців за власний кошт на кожну гру (на зорі становлення футболу), до чартерних рейсів на матчі товариських міжнародних турнірів з численними групами підтримки.
Наразі, з кінця XX-го століття, «Кадіс КФ» на матчі іспанської першості виїздить на власному клубному автобусі. На товариські ігри чи континентальні турніри команда вибирається чартерними рейсами у супроводі груп підтримки та офіційних делегацій.

### Футбольна спортивна «піраміда»
Сформований шляхом постійних об'єднань аматорських команд-клубів «Кадіс КФ», змушений був поступово інтегрувати ті клуби в свою систему-інфраструктуру. Так поступово було організовано з десяток філіалів-команд, які в різній степені залежності до клубу виступали в місцевих та регіональних аматорських турнірах.
- «Міранділля КФ» (Mirandilla CF) → з 1944 року перейшла виступати з статусом аматорської в місцевих турнірах;
- «Клуб Депортіво Санта Марія» (Club Deportivo Santa María) → з 1946 року місцева команда, яку підтримував «Кадіс КФ», делегуючи своїх гравців;
- «СД Еркулес Гадітано» (CD Hércules Gaditano) → з 1948 року опісля фінансового об'єднання (кадісці потерпали від фінансових проблем), геркулесці стали номінально філіалом клубу та представляли місто в регіональних турнірах;
- «Астіллерос» (Astilleros CF) → з 1953 року, після розірвання стосунків з геркулесцями, ще одна команда-філіал сформована із представників порту та верфі, там же базувалася;
- «Юніон Депортива Гадітана» (Unión Deportiva Gaditana) → з 1953 року, команда-клуб з району Гадітана, яка замінила виснажених геркулесців в місцевих турніра;
- «Балон де Кадіс КФ» (Balón de Cádiz CF) → з 1954 року новий місцевий клуб, з яким підписали договір на співпрацю, після реорганізації ліг в 1958 році вони стали повноцінним клубом філіалом, що представляв кадісців в регіональних лігах і носив назву (el Balón de Cádiz CF);
- «Кадіс КФ „В“» (Cádiz CF «B») → в 1973 році, дирекція клубу, на чолі з президентом Хосе Антоніо Гутіересом Труебою (José Antonio Gutiérrez Trueba) заснували команду-дублерів, в майбутньому другу за значимістю команду, в якій відновлювали сили травмовані гравці та проходили ігрову практику молоді та перспективні.

Окрім того, середини XX століття, коли футбол почав набувати форм професійного спорту, деякі іспанські клуби завели свої клубні спортивні школи. В ті ж часи «Кадіс» створив свою кантеру - дитячо-юнацьку школу футболу. З роками-десятиліттями кантера випустила чимало молодих гравців, частина з них утвердилася в «Кадіс ФК» чи інших командах. Але щоби це сталося, керівництво клубу довелося вибудувати цілу футбольну піраміду із клубів-дублерів в нижчих лігах іспанського футболу, задля набуття досвіду та ігрової практики саме вихованцями клубу.

#### "Кадіс КФ «В»
Більш як півстоліття існування головної команди Кадісу, його очільники спромоглися на створення повноцінного фарм-клубу (команди дублерів), складеного з числа випускників кантери, перспективних молодих футболістів, а також ветеранів та гравців основи, які набирали тут форму, оговтуючись від травм та фізичних спадів у грі. Відтак «Кадіс Аматер Спорт Клуб» (Cádiz CF Amateur Sports Club) в 1974 році появився на футбольних горизонтах іспанського футболу. Сучас назву, "Кадіс КФ «В», команда отримала в середині 90-х років і стала другою по означимості в футбольній піраміді клубу.
За роки свого існування "Кадіс КФ «В» перебував у нижчих лігах іспанської першості та брав участь в початкових стадіях Кубку Короля (Кубок Дель Рея). Зокрема:
- в Сегунді (2 Дивізіон) — 1 сезон;
- в Терсері — 26 сезонів;
- в Регіональній лізі Андалузії — 7 сезонів;
- найвище досягнення — 5-е місце (2 Дивізіон Сегунди, сезон 2019-20 років).

Свої домашні поєдинки команда проводить на футбольному полі тренувального центру в на центральному полі тренувального центру Куїдад Депортіва Бахія де Кадіс (Ciudad Deportiva Bahía de Cádiz), окрім того інколи команда грає на муніципальному Стадіоні Рамона Бланко (Estadio Ramón Blanco)

#### Кадіс КФ «С»— «Балон де Кадіс»
В часи 2-ї Світової війни на теренах Піренейського півострова було відносне затишшя, відтак країна оговтувалася від громадянської війни, а спорт став основним чинником формування суспільних груп та зацікавлень. Паралельно з уже усталеними групами ентузіастів спорту виникали нові, саме так і постала група аматорів футболу на околиці Кадіса, які сфокусувалися на футболі та створили в 1940 році нову команду «Balón de Cádiz». Це була нічим не примітна футбольна формація, яка брала участь в невеличких місцевих турнірах, лише з роками їм вдалося награти основний склад та фінансово набути досвіду. Такий успіх молодого клубу не пройшов повз увагу керівництва основної команди Побережжя, відтак було складено перспективний план розвитку та обумовлено підтримку цієї команди зі сторони старожила футболу Кадіса. Обмін гравцями та ситабільна фінансова ситуація призвела до того, що в 60-х роках вони уже стали повноцінними та постійними учасниками футбольних регіональних першостей Андалузії, тривалий час будучи партнерами головного клубу міста. До 1974 року команда вважалася дублюючим складом «Кадісу КФ», але через певні розбіжності (спортивної стратегії) керівники двох клубів перервали співпрацю — так і виникла "Кадіс КФ «В».
Недовго тривала спортивна і фінансова самостійність «Балон де Кадіс», довелося їм повертатися в лоно головної команди міста, тільки вже з тих пір за ними було закріплено місце лише третьої, по статусу, жовтої субмарини. Але самобутня команда мала своїх інчас-прихильників й час від часу наводила фурор в аматорських футбольних турнірах, так наприкінці століття їм вдавалося навіть кількаразово пробитися до одного з напівпрофіесійних дивізіонів іспанської ліги — Терсери. Але головне завдання команди — готувати футбольну зміну для професійного клубу «Кадіс КФ».

#### Кадіс в міні-футболі
Чимало команд Ла-Ліги та Сегунди, з початку 2000-х років, почали опікуватися міні-футбольними колективами, оскільки цей вид почав набувати великої популярності в Іспанії. На той час у Кадісі вже налічувалося кілька футзальних колективів, які брали участь в різних місцевих турнірах. Частина тих турнірів проводиться під егідою головної команди міста та за участі її вихованців (як ветеранів, так і молоді з кантери клубу).

### Філіали клубу, фарм-клуби та інші види спорту
В епоху глобальної економіки, керівництво клубу захопилося міжнародним спортивним маркетингом. Відтак популярність команди в краю та перші успіхи команди серед числа найкращих клубів країни потягнули за собою експерименти в делегуванні своїх напрацювань в різних куточках краю та інших видах спорту.

#### «Cádiz Club de Fútbol Femenino»
Кадісці - зачинателі жіночого футболу на півдні Іспанії. Ще на початку XXI століття, керівництво підтримало кілька дитячо-юнацьких секцій, які розпочали культивувати жіночий футбол. Коли ці юні футболістки зросли та укріпли, із кращих дівчат була сформована перша в місті футбольна команда, в 2016 році. Команда щороку набирала обертів: просуваючись із регіональних турнірів до когорти найсильніших жіночих футбольних команд. Учасник першості Іспанії з жіночого футболу, виступає в Прімера Насіональ (Primera Nacional), домашні матчі проводить на тренувальному стадіоні «Куїдад Депортіва Баія де Кадіс» (Ciudad Deportiva Bahía de Cádiz), вмістимістю — до 500 глядачів.

#### «Cádiz Club de Fútbol Veteranos»
Очільники клубу опікуються історією команди, відтак підтримка гравців-ветеранів — в їхньому пріорітеті. Команда ветеранів виступає в місцевих та регіональних турнірах.

#### Волейбол
Імідж спортивного лідера краю, спонукав клуб до додаткових експериментів з впровадженням чи підтримки інших видів спорту, зокрема ними було підхоплено бум ДО волейболу в Іспанії. так, на початках XXI століття, вони заопікувалися жіночою волейбольною командою, а в 2012 році стали її акціонером-спонсором. Відтак перспективна молода команда «Club Deportivo Cádiz 2012» отримала гучного акціонера.

#### Регбі
Додатковим спортивним напрямком для «жовтих субмарин» став розвиток регбі в Кадісі. З початків XXI століття вони заопікувалися дитячо-молодіжними секціями регбі, а коли ці юнаки, з роками, набралися досвіду — клуб сформував боєздатний колектив для участі в загальноіспанських турнірах-першостях. Нова їхня команда носить наймення «Club Rugby Cádiz CF».

### Спонсори
| Період       | Генеральний спонсор | Офіційний спонсор |
| ------------ | ------------------- | ----------------- |
| 1980-1986    | Meyba               |                   |
| 1986-1991    | Massana             |                   |
| 1991-1996    | Elements            |                   |
| 1996-2007    | Kelme               |                   |
| 2007-2008    |                     | Teka              |
| 2008-2009    | Diadora             |                   |
| 2009-2012    | Kelme               | La Pepa 2012      |
| 2012–2013    | Luanvi              | Gagà Milano       |
| 2013-2015    | Erreà               |                   |
| 2015-2016    | Hummel              |                   |
| 2016-дотепер | Adidas              | Torrot            |

## Цікаві факти
Як у більшості футбольних клубів, окрім спортивних чинників чимало довколафутбольних подій час від часу відбуваються з командою. Починаючи від спортивного суперництва-дербі до вболівальницьких протистоянь на регіональному й державному рівнях, мистецькі перформанси та карнавали.

### Дербі
Уже в часі свого заснування команда з Кадісу мала кілька місцевих принципових протистоянь. Спершу це було з командою San Fernando CD, потім уже клуб з сусіднього Хереса стала принциповим супротивником. Коли ж клуб добився успіхів на іспанські арені в них появився уже відоміший опонент — Вільярреал.
- Дербі «Ла Багія» (Derbi la Bahía) — Кадіс — San Fernando CD[56]
- Дербі «ґадітано» (Derbi gaditano) — Кадіс — Херес)[57]
- Дербі «субмарин» (Derbi El Submarino Amarillo) — Кадіс — Вільярреал)

### Вболівальницький рух
Іспанія - країна, зіткана з етнічно-територіальних складових частин, чимало з яких не хочуть бути єдиним загальноіспанським цілим (кастільського диктату в культурі та побуті). З цього виникли давні історіко-культурні протиріччя, які, невдовзі, перекинулися на футбол та довкола футбольні чинники. Одним з яскравих і протирічливих таких явищ стала вболівальницька культура, яка зародилася як наслідування англійської урбаністично-спортивної субкультури й отримала етно-національне обрамлення на Піренеях. Відтак, з роками, вболівальники баски, андалусці чи каталонці чимраз жорсткіше та відвертіше опонують своїм заклятим ворогам з королівської столиці, Мадриду, натомість підримують свої ж, територіальні, клуби та інші етнічні команди та угруповування. З часом це все перетворилося в проблему та характерну ознаку іспанського футболу: протирічливі взаємозв'язки спорту із політикою, клубну конфронтацію, національно-визвольні рухи та течії, нескінченної кількості різних стилів і субкультур, відтак, цей, часом вибухонебезпечний, коктейль постійно вирує уже з початків 80-х років.
Оскільки футбольна команда з Кадісу чимало часу провела в нижчих лігах іспанського футболу, то її вболівальників менше торкнулося закляті столично-провінційні зіткнення. Натомість актуальними стали суперечки поміж ближніми сусідами з Мурсії чи Кастилії, та навіть в самій Андалусії, з представниками Уельви, Севільї чи Малаги. «Інчас» Кадіса сформувалися уже в 70-80 роках XX століття, в переддні першості світу з футболу (що проходив в Іспанії в 1982 році), і позиціонували себе, як і більшість тогочасних фанатських груп: лівоцентриським етнічно-національним угруповуванням, яке у внутрішній першості притримується роялістсько-консервативних устоїв і зовсім не підтримує протистояння зі столичними право-радикалам, роялістам. За десятиліття свого існування кадісці-фани стали потроху слідувати англійського стилю, який вирізняється, з-поміж інших, меншою видовищністю і наочною агітацією, але в той же час більшою вокальною підтримкою, родинними чи компанійськими відвідинами стадіонів, як закладів зібрання й презентації себе та своєї культури, із подальшим проведенням часу-дозвілля (уже опісля матчів) із чималим вживанням алкоголю.
Загалом, слід помітити, що окрім негативної етнічно-радикальної складової, організація іспанських ультрас, зокрема й кадійців, характеризується тісною кооперацією з клубами: де вболівальники на рівні сосіос клубу, мають привілеї у відвідинах стадіону та пересуванні з клубом по Іспанії чи за межами країни. Окрім того, їм віддано на самоокупність можливість заробляти кошти на продажах різноманітної клубної атрибутики: футболки, шарфи, фотографії та відеоматеріали й інші сувенірні та довкола футбольні товари.
Найвідомішою фанатською групою в Кадісі є «Brigada Amarillas» Найчисельніше й активне лівацьке інчас кадісців, декларує антифашистські гасла, але бере участь у суперечливих сутичках із вболівальниками інших клубів та надає підтримку арештованим за дебоші фанатам та їх родинам.

### Футбольні паби Кадіса
На часі Ери становлення футболу на його батьківщині, було звичним збиратися перед іграми та після спортивних звитяг у місцевих пабах та барах, що були поруч спортивних майданчиків. Цю ж традицію привнесли англійські моряки й до Кадісу. Збираючись в пабі поруч імпровізованого стадіону. Так першим відомим й постійнодіючим футбольним пабом стала «Cervecería Inglesa», розташована на межі англійської колонії поселенців та поруч їх майданчиком для гри в м'яч. Поготів, й місцева іспанська молодь почала приєднюватися до англійців, як у грі так і в пабі, який, де факто, став місцем зачинетелів футболу Кадіса.